# Nordkoreanisch-russische Beziehungen

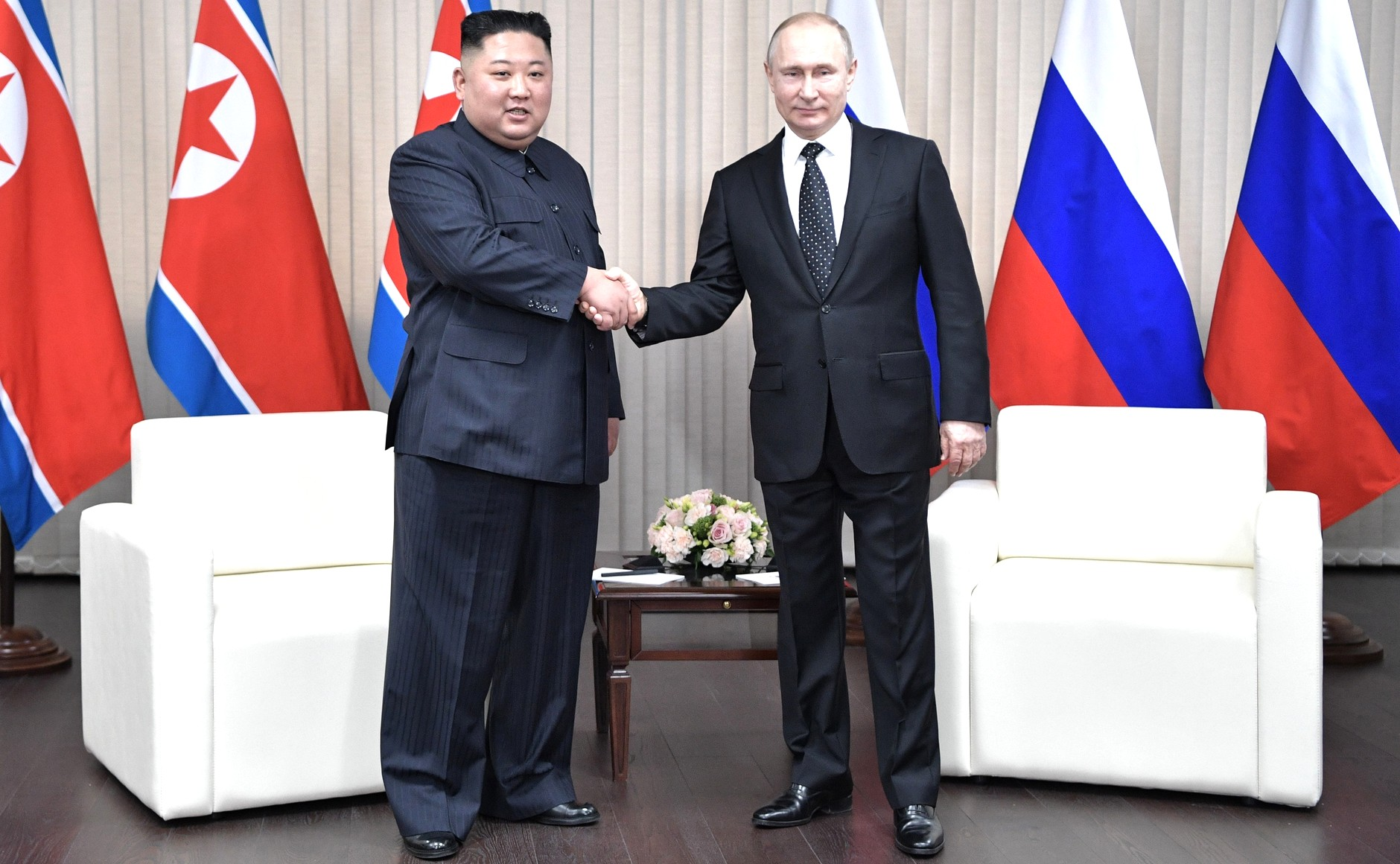
Kim Jong-un und Wladimir Putin (2019)

Die nordkoreanisch-russischen Beziehungen gehen auf das Jahre 1945 zurück, als auf der Konferenz von Jalta die Teilung Koreas zwischen der Sowjetunion und den Westmächten beschlossen wurde. Der Angriff Nordkoreas auf den Süden, welcher den Koreakrieg auslöste, wurde von Josef Stalin gebilligt und die Sowjets unterstützen die Kriegsanstrengungen des Nordens mit Material und einigen Piloten, ohne jedoch eigene Truppen zu entsenden. Während des Kalten Krieges war die Sowjetunion ein wichtiger Unterstützer Nordkoreas und leistete wirtschaftliche Aufbauhilfe. Der nordkoreanische Personenkult um die Kim-Dynastie war maßgeblich vom Stalinismus inspiriert. Durch die Entstalinisierung in der Sowjetunion und dem Sino-sowjetischen Zerwürfnis wurden die Beziehungen zwischen beiden Regimen allerdings distanzierter. Eine Wende erfolgte schließlich mit der diplomatischen Anerkennung Südkoreas durch Michael Gorbatschow 1990 und die bald darauf erfolgte Auflösung der Sowjetunion. Die militärische und wirtschaftliche Kooperation zwischen Nordkorea und Russland, dem Nachfolgestaat der Sowjetunion, wurde daraufhin weitgehend eingestellt. Nach der Wahl von Wladimir Putin zum russischen Präsidenten im Jahr 2000 gewannen die Beziehungen wieder an Bedeutung und ab 2003 war Russland Teil der Sechs-Parteien-Gespräche über die Denuklearisierung der Koreanischen Halbinsel, welche allerdings 2009 scheiterten, woraufhin sich Russland den UN-Sanktionen gegen Nordkorea anschloss. Nach dem russischen Überfall auf die Ukraine 2022 erkannte Nordkorea als eines der wenigen Länder die Abspaltung und Annexion der Volksrepubliken Donezk und Luhansk an und unterstützte Russland diplomatisch. Als Reaktion darauf brach die Ukraine die diplomatischen Beziehungen zu Nordkorea ab. Im September 2022 kaufte Russland Berichten zufolge Millionen von Granaten und Raketen aus Nordkorea, um seine Invasion in der Ukraine zu unterstützen. 2023 und 2024 vereinbarten Putin und der nordkoreanische Diktator Kim Jong-un eine vertiefte Zusammenarbeit.

## Geschichte

### Sowjetisch-nordkoreanische Beziehungen
Die beiden Staaten haben eine gemeinsame Grenze entlang des unteren Tumen-Flusses, die 17 Kilometer lang ist und 1860 gebildet wurde, als Zar Alexander II. das Ussuriland von der chinesischen Qing-Dynastie in der Pekinger Konvention erwarb. Die Schaffung Nordkoreas geht auf den sowjetischen Diktator Josef Stalin zurück, als die Alliierten im Februar 1945 auf der Jalta-Konferenz eine Aufteilung ihrer Einflusssphären in dem seit 1910 vom Kaiserreich Japan besetzten Korea vereinbarten, was die Grundlage für die folgende Teilung Koreas bildete. Sowjetische Truppen marschierten 1945 in die japanische Kolonie Korea ein; durch ein Abkommen mit den USA wurde der 38. Breitengrad als Trennlinie festgelegt, wobei Moskau im Norden und Washington im Süden das Sagen hatten. Der Staatsgründer Nordkoreas, Kim Il-sung, hatte während des Zweiten Weltkriegs mehrere Jahre in der Sowjetunion gelebt, wo auch sein Sohn Kim Jong-il geboren wurde, was die nordkoreanische Propaganda später verschwieg. Die Sowjets etablierten einen kommunistischen Marionettenstaat und bauten die Streitkräfte Nordkoreas auf, bevor sie sich 1948 zurückzogen. Im Juni 1950 überzeugte Kim Stalin und Chinas Mao Zedong davon, dass er Korea gewaltsam wiedervereinigen könne. Im April 1950 erteilte Stalin seinem Verbündeten Kim die Erlaubnis, in den Süden einzumarschieren unter der Bedingung, dass Mao sich bereit erklärte, im Bedarfsfall Verstärkung zu schicken. Stalin wollte nicht, dass sowjetischen Streitkräfte offen in den Kampf eingreifen würden, um einen direkten Konflikt mit den USA zu vermeiden. Der nordkoreanische Angriff löste einen großen Krieg auf der koreanischen Halbinsel und eine Intervention von UN-Truppen unter Führung der USA aus. Im Krieg spielten die Sowjets eine bedeutende, wenn auch verdeckte Rolle. Sie stellten Material und medizinische Versorgung sowie sowjetische Piloten und Flugzeuge, vor allem MiG-15-Kampfjets, zur Verfügung, um die nordkoreanisch-chinesischen Streitkräfte gegen die südkoreanischen und die UN-Truppen zu unterstützen. Der Tod Stalins ermöglichte schließlich 1953 ein bis heute anhaltendes Waffenstillstandsabkommen, bis dahin hatte der Krieg Millionen Menschenleben gekostet und Korea komplett verwüstet.
Die Entstalinisierung sorgte für Misstrauen in dem nach stalinistischem Muster aufgebauten Nordkorea, auch wenn die Sowjetunion der wichtigste Wirtschaftspartner war und zahlreiche Kredite zum Wiederaufbau des Landes gewährte. Mit dem in den späteren 1950er Jahren beginnenden Chinesisch-sowjetisches Zerwürfnis begann Kim bis 1962 Säuberungen sowohl gegen moskautreue als auch gegen prochinesische Funktionäre der Partei der Arbeit Koreas durchzuführen, nachdem die Sowjetunion seine Entmachtung durch die Yan'an-Fraktion innerhalb der Partei unterstützt hatte. Die Säuberungen begünstigten das Entstehen eines eigenständigen und isolierten nordkoreanischen Kommunismus. Im Konflikt zwischen China und den Sowjets nahm Nordkorea keine klare Haltung ein, um von beiden Ländern weiterhin Entwicklungshilfe erhalten zu können. 1961 wurde ein Freundschaftsabkommen mit den Sowjets geschlossen und 1962 wurde mit sowjetischer Hilfe die kerntechnische Anlage Nyŏngbyŏn aufgebaut. Eine deutliche Verschlechterung der Beziehungen erfolgte Mitte der 1980er Jahre mit dem Amtsantritt von Michael Gorbatschow, dessen Reformprogramm (Glasnost und Perestroika) von Nordkorea abgelehnt wurde. 1990 entschloss sich Gorbatschow Südkorea diplomatisch anzuerkennen, im Gegenzug gewährten die Südkoreaner der bankrotten Sowjetunion einen Kredit in Höhe von drei Milliarden US-Dollar. Dieses Ereignis wurde in Nordkorea als Verrat aufgefasst und durch die Einstellung der sowjetischen Wirtschaftshilfen kam es in Nordkorea zu einer katastrophalen Wirtschaftskrise, ein traumatisches Ereignis, welches die bilateralen Beziehungen nachhaltig belasten sollte.

### Nach 1990

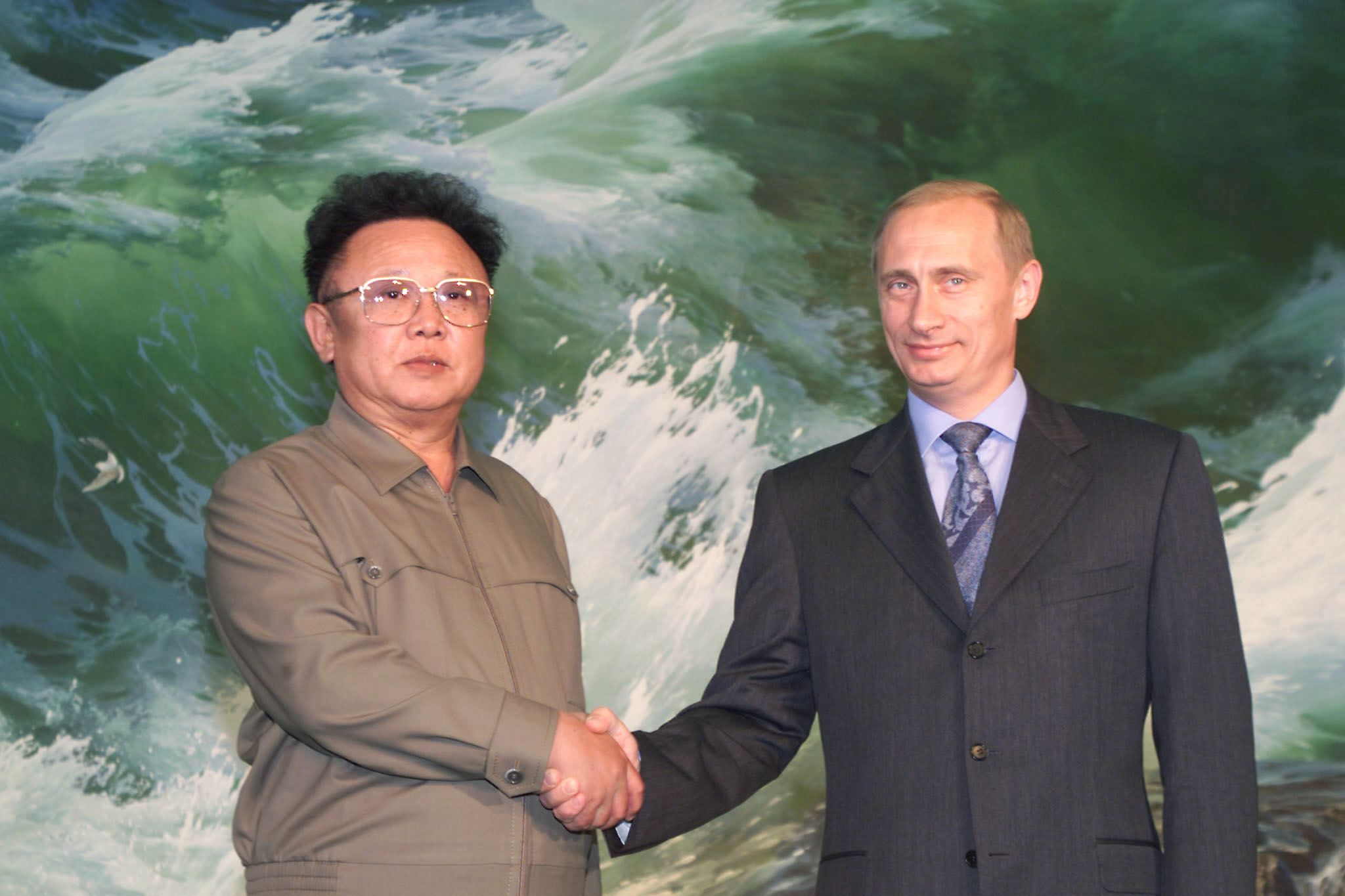
Kim Jong-il und Wladimir Putin in Pjöngjang (2000)

Die Beziehungen zwischen Nordkorea und der Russischen Föderation unter Boris Jelzin waren stark belastet, da Jelzin guten Beziehungen zu Südkorea Priorität gab. Die neuen Demokraten in Moskau blickten größtenteils mit Verachtung auf das stalinistische Nordkorea und 1992 wurde ein Ende der militärischen Zusammenarbeit verkündet. Russland verurteilte auch das Atomprogramm Nordkoreas. Ein erstes Treffen zwischen Russland und Nordkorea fand im Frühjahr 1996 unter der Leitung des stellvertretenden Ministerpräsidenten Witali Ignatenko statt. Es handelte sich dabei um das höchstrangige Treffen zwischen Moskau und Pjöngjang seit dem Zusammenbruch der Sowjetunion. Während des Besuchs vereinbarten die beiden Länder, die bilaterale Handels- und Wirtschaftskooperation wiederherzustellen. Die Ernennung Wladimir Putins zum Ministerpräsidenten im August 1999 und anschließende Wahl zum Präsidenten im März war für Pjöngjang von entscheidender Bedeutung, da sie die schlechten Beziehungen der Regierung Jelzin zuschrieben. Im Jahre 2000 besuchte Putin als erster russischer Staatschef Nordkorea und traf sich mit Kim Jong-il in Pjöngjang. 2001 und 2002 besuchte schließlich Kim Jong-il Russland. Trotz dieser verbesserten Beziehungen unterstützte Russland im Juli 2006 die Resolution 1695 des UN-Sicherheitsrats, in der der nordkoreanische Raketentest von 2006 verurteilt wurde. Russland war auch eine der Mächte der Sechs-Parteien-Gespräche, welche 2009 scheiterten. Nach dem nordkoreanischen Atomtest vom 25. Mai 2009 haben sich die Beziehungen Nordkoreas zu China und Russland gewandelt. Russland, das befürchtete, dass ein erfolgreiches Atomprogramm Nordkoreas zu einem Atomkrieg führen könnte, begann Sanktionen gegen Nordkorea zu unterstützen. Im Juni 2009 stimmten sowohl Russland als auch China der Resolution 1874 des UN-Sicherheitsrates zu, welche ein Embargo gegen Nordkorea verhängte.

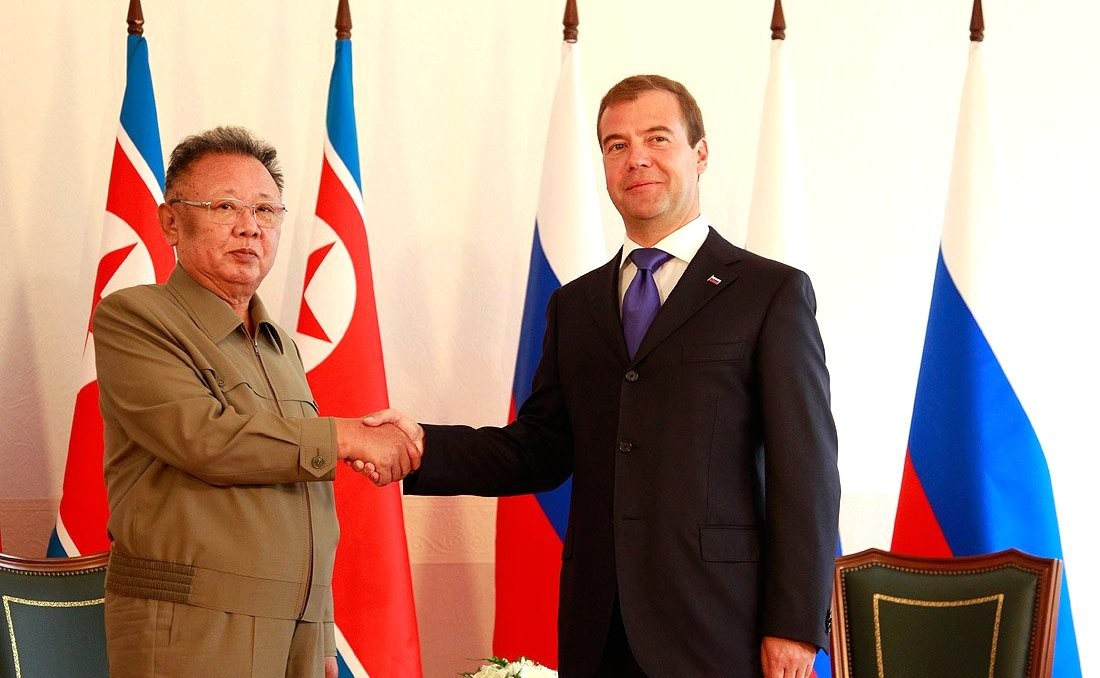
Kim Jong-il und Dmitri Medwedew (2011)

Im Jahr 2011 besuchte Kim Jong-il ein drittes Mal Russland und traf sich mit Putin, wenige Monate vor Kims Tod. Danach übernahm sein Sohn Kim Jong-un die Macht. Im September 2012 erklärte sich Russland bereit, 90 % der historischen Schulden Nordkoreas bei Russland in Höhe von 11 Mrd. US-Dollar zu erlassen als Zeichen einer engeren Zusammenarbeit mit dem neuen nordkoreanischen Staatschef. Mit dieser Vereinbarung wurden rechtliche Hindernisse für die Finanzierung des Handels zwischen den beiden Ländern beseitigt. Der Beginn des Russisch-Ukrainischen Kriegs 2014 führte dazu, dass Nordkorea mit dem sanktionierten Russland sympathisierte und Russland sich außenpolitisch umorientierte. Im April 2019 trafen sich Putin und Kim Jong-un zu Gesprächen beim Nordkorea-Russland-Gipfel 2019 in Wladiwostok, wobei dieser erstmals Russland besuchte, bevor die COVID-19-Pandemie für eine längere Zeit für eine Unterbrechung von persönlichen zwischenstaatlichen Kontakten sorgte.

#### Nach der russischen Invasion der Ukraine 2022

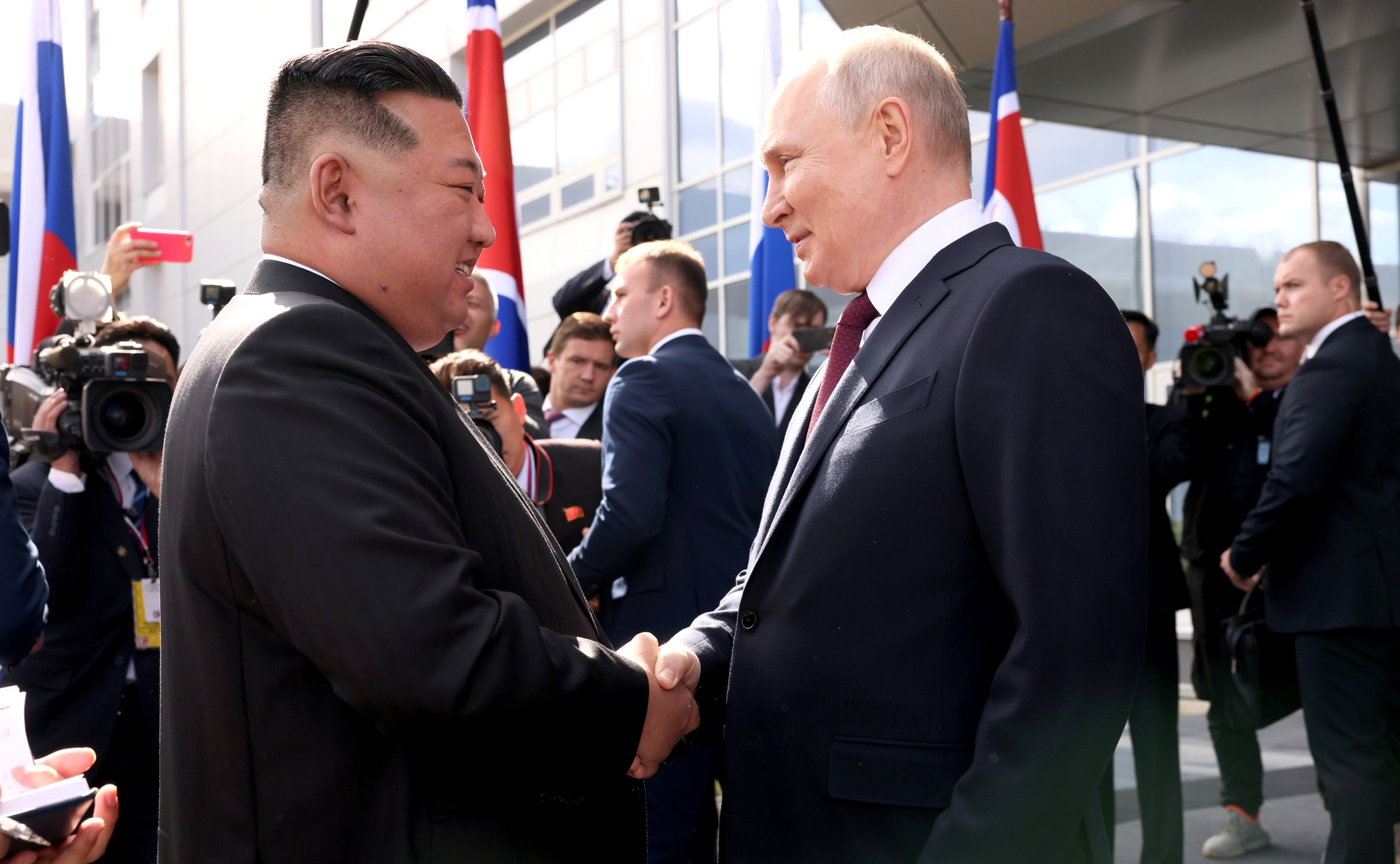
Kim Jong-un und Putin auf dem Kosmodrom Wostotschny (2023)

Im Februar 2022 startete Russland einen Angriff auf die Ukraine. Am 2. März war Nordkorea eines der fünf Länder, die gegen eine Resolution der Vereinten Nationen stimmten, in der die Invasion verurteilt wurde. Das Nordkoreanische Außenministerium gab in einer Erklärung den westlichen Staaten die Schuld am Ausbruch des Konflikts und verkündete die Unterstützung der russischen Position. Im August wurde berichtet, Nordkorea habe 100.000 Soldaten zur Unterstützung des russischen Kriegs im Donbass angeboten, was das russische Außenministerium dementierte. Im September berichtete die New York Times unter Berufung auf US-Geheimdienstmitarbeiter, dass Russland alte Munition aus der Sowjetzeit von Nordkorea gekauft habe, um den Krieg in der Ukraine zu unterstützen. Im September 2023 besuchte Kim Jong Un Russland bei seiner ersten Auslandsreise seit 2019 (ebenfalls nach Russland). Das Treffen dauerte über vier Stunden auf dem Kosmodrom Wostotschny in der Oblast Amur. Während des Treffens bekundete Kim erneut seine Unterstützung für Russlands „heiligen Kampf“ gegen den Westen, indem er seine „...Unterstützung für alle von der russischen Regierung ergriffenen Maßnahmen“ zum Ausdruck brachte und bekräftige, dass er „immer an der Seite Russlands stehen wird.“ Auf die Frage, ob Russland Nordkorea beim Bau von Satelliten helfen würde, vermutlich im Gegenzug für Munition, antwortete Putin: „Deshalb sind sie hierher gekommen“. Im Oktober 2023 besuchte der russische Außenminister Sergei Lawrow Nordkorea und verkündete die Beziehungen befänden sich „auf einem neuen strategischen Level“. Laut N-tv und dem österreichischen Militäroffizier Markus Reisner erhielten die russischen Streitkräfte im Jahr 2024 sechs Millionen Artilleriegranaten aus Nordkorea. Im Juni 2024 unterzeichneten Kim Jong-un und Putin bei einem Treffen in Pjöngjang einen „Partnerschaftsvertrag“, der im November desselben Jahres ratifiziert wurde. Dieser sieht u. a. einen gegenseitigen Beistand im Falle einer Aggression gegen eine der Vertragsparteien vor. Nordkorea war das einzige Land, von dem Putin Munition in für seine Forderungen ausreichendem Maß bekommen konnte. Im Gegenzug erhielt Nordkorea von Russland ein Schutzmacht-Versprechen, Lebensmittel, Treibstoff und Medikamente. Im Oktober 2024 entsandte Nordkorea nach Informationen von Geheimdiensten aus Südkorea, den USA und der Ukraine zwischen 10.000 bis 12.000 Soldaten nach Russland, um Russland im Kampf gegen die Ukraine zu unterstützen. Dem südkoreanischen Geheimdienst NIS zufolge wurden die nordkoreanischen Soldaten in Russland mit gefälschten russischen Pässen bzw. Identitäten und Uniformen ausgestattet.

## Wirtschaftsbeziehungen
Nach dem Koreakrieg entwickelte sich die Sowjetunion zum wichtigsten Handelspartner und Geldgeber Nordkoreas. Die Sowjets bauten Fabriken, leisteten Hilfe und assistierten beim Aufbau der ersten nuklearen Anlagen im Land. Nach 1990 erlebten die wirtschaftlichen Beziehungen einen Niedergang, Russland hat bei einigen Gelegenheiten allerdings weiterhin humanitäre Hilfe geleistet, so durch die Lieferungen von Erdöl und Nahrungsmitteln an das verarmte Land. Ein Abkommen von 2012 zum Erlass von nordkoreanischen Staatsschulden aus der Sowjetzeit hat die Rahmenbedingungen für Wirtschaftsbeziehungen wieder verbessert. Durch Austauschprogramme arbeiten laut Berichten von 2017 zwischen 30.000 und 50.000 Gastarbeiter aus Nordkorea in Russland, darunter beim Bau von Fußballstadien für die Fußball-Weltmeisterschaft 2018 in Russland. Da bis zu 90 Prozent des Lohns der Arbeiter an die nordkoreanische Regierung geht, wurden diese Arbeitsverhältnisse mit Sklaverei verglichen. Der stellvertretende russische Ministerpräsident Marat Chusnullin sagte 2022, man arbeite „an politischen Vereinbarungen“, um nordkoreanische Arbeiter in Russland zu beschäftigen, möglicherweise 20.000 bis 50.000, um die Infrastruktur im russischen Fernen Osten zu entwickeln.
Seit 2025 sollten Russische Touristen Nordkorea besuchen. Die Eisenbahnverbindung wurde wieder mit direkten Wagen bis Moskau aufgenommen. Dies war rein politisch bedingt. Zahlenmäßig könnten chinesische Touristen viel wichtiger sein.

## Grenze zwischen beiden Staaten

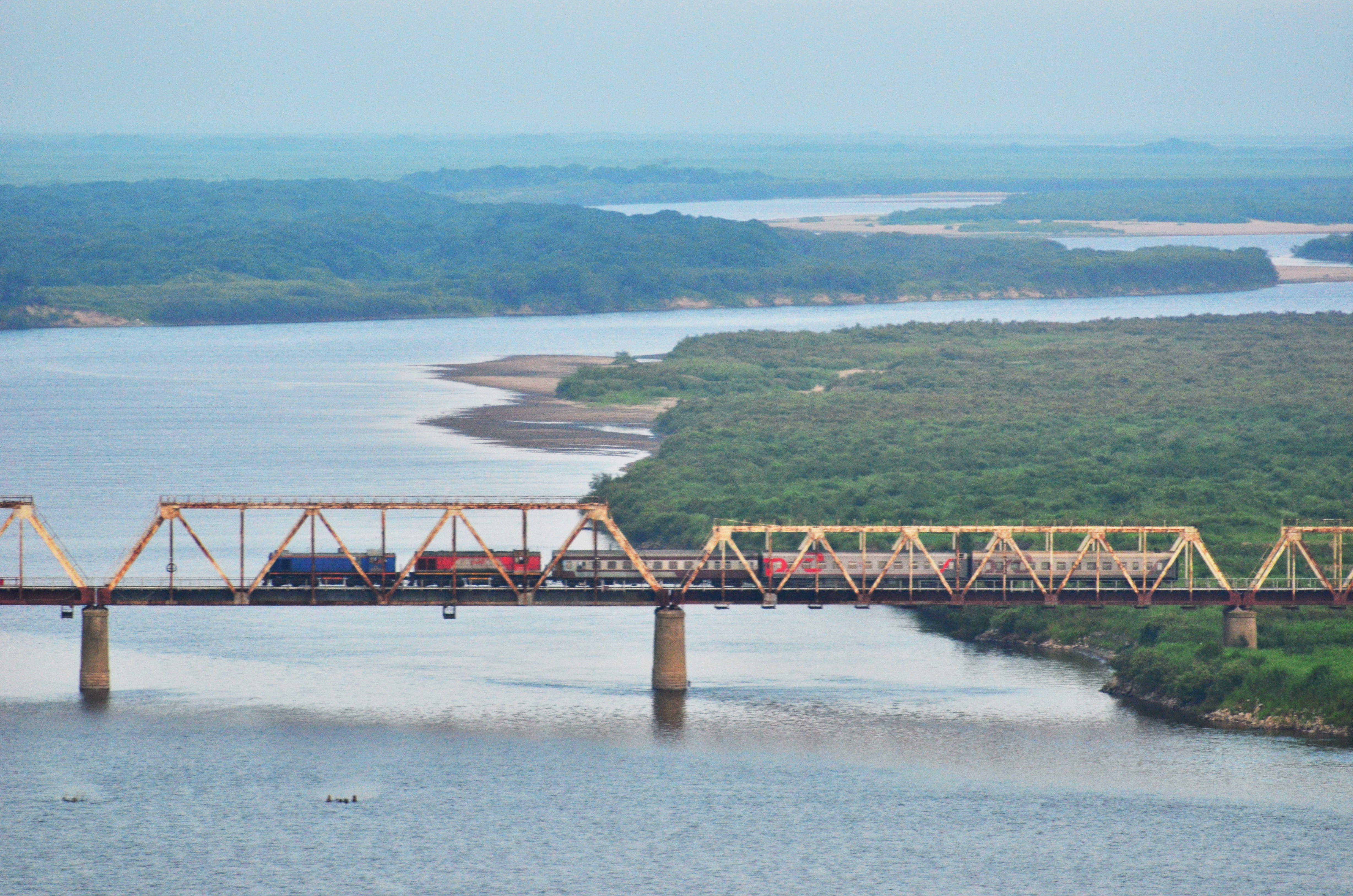
Brücke der koreanisch-russischen Freundschaft

Das Grenzgebiet ist größtenteils eben und weist nur wenige Berge auf. Ein wichtiges natürliches Wahrzeichen ist der Khasan-See, der Schauplatz der Schlacht am Khasan-See zwischen Japan und der Sowjetunion war. Weitere Wahrzeichen sind der Zaozyornaya-Hügel (russisch: сопка Заозёрная) und der Gora Priozernaya (russisch: Гора Приозерная). Auf der russischen Seite steht ein Gebäude namens „Koreanisch-Russisches Haus der Freundschaft“ (russisch: Дом корейско-российской дружбы). Die Insel Furugelm, der südlichste Punkt des asiatischen Russlands, befindet sich in der Nähe der Seegrenze.
Die Landgrenze Nordkoreas zu Russland ist 17,3 km lang. Sie beginnt beim Dreiländereck mit der Volksrepublik China und endet im Osten am Pazifik. Der Grenzfluss ist der in diesem Abschnitt kurz vor seiner Mündung in den Ozean bis zu 500 Meter breite Tumen. Die Eisenbahnbrücke der koreanisch-russischen Freundschaft bildet eine Überquerung der Grenze, eine Straßenverbindung gibt es nicht.

## Diplomatische Standorte
- Nordkorea hat eine Botschaft in Moskau, Generalkonsulate in Nischni Nowgorod und Nachodka und ein Konsularbüro Chabarowsk.
- Russland hat eine Botschaft in Pjöngjang.

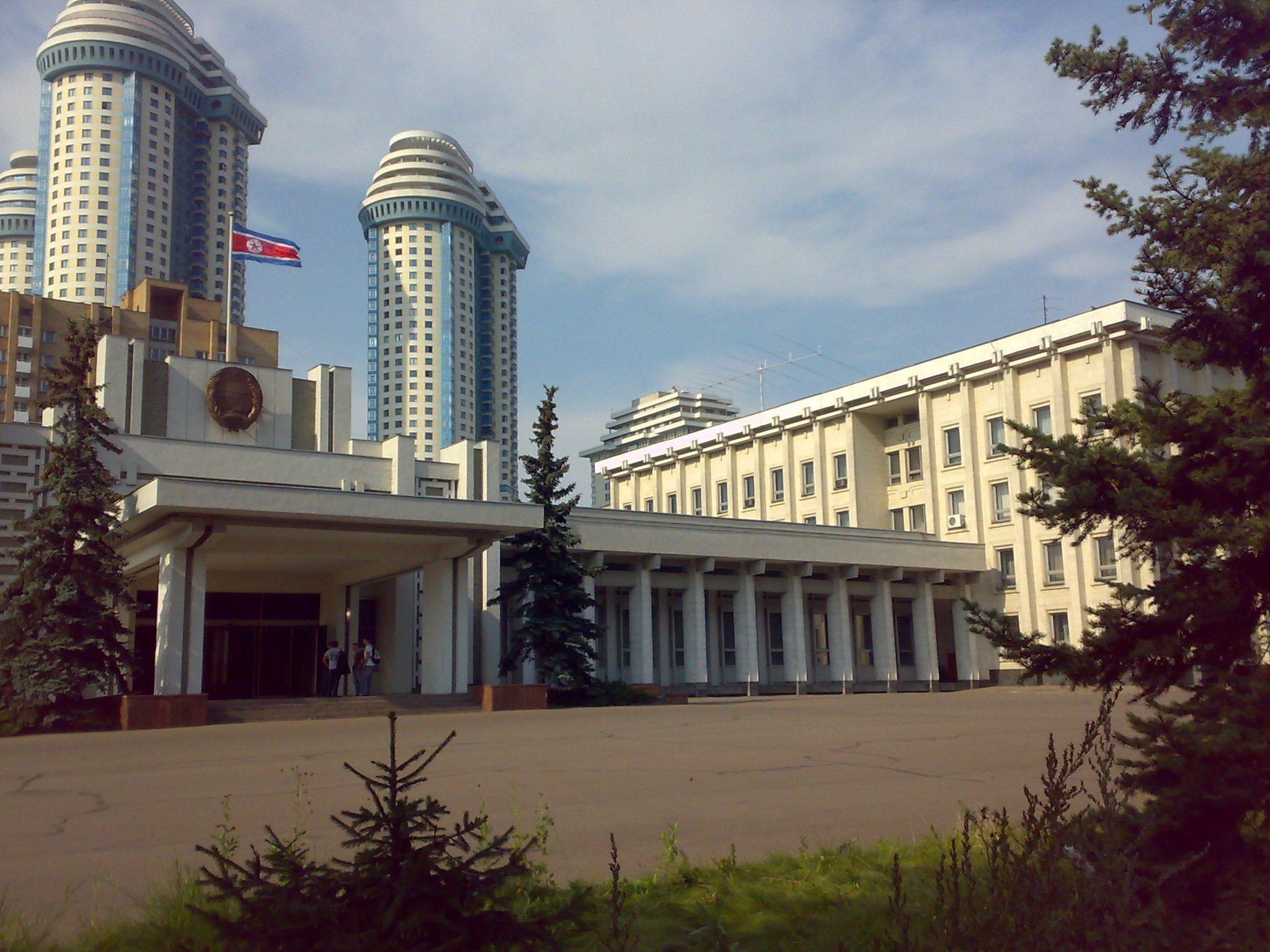
Nordkoreanische Botschaft in Moskau
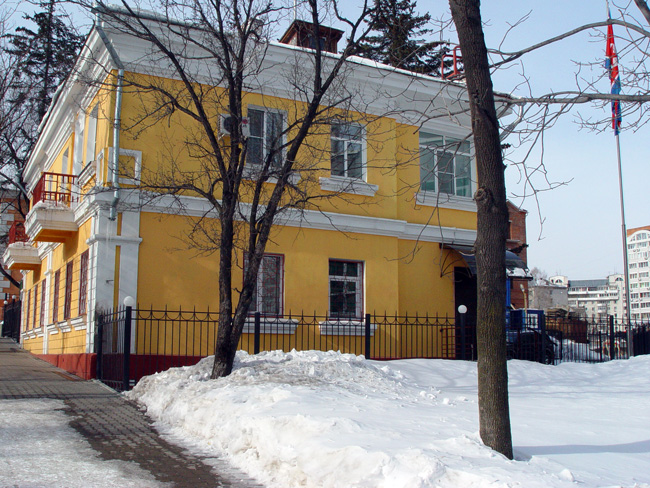
Nordkoreanisches  Konsularbüro in Chabarowsk
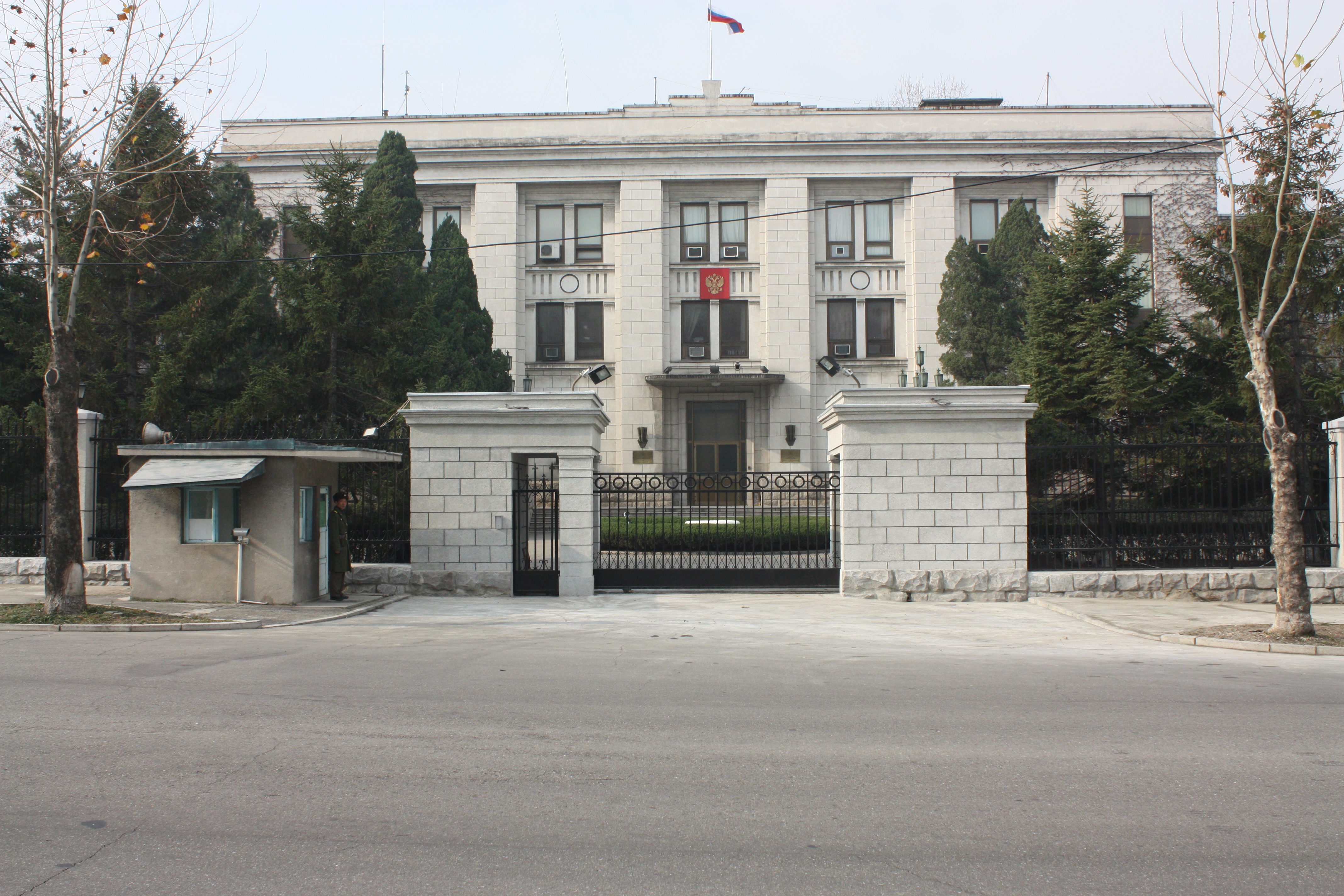
Russische Botschaft in Pjöngjang